# Marcin Świetlicki
Marcin Świetlicki (Piaski, 24 dicembre 1961) è un poeta, scrittore e musicista polacco.

## Biografia
Świetlicki nasce a Piaski, vicino a Lublino, in Polonia. Ha studiato letteratura polacca presso l'Università Jagellonica di Cracovia, dove vive dal 1980. Ha lavorato come redattore al settimanale Tygodnik Powszechny fino al 2004. Oltre alle sue vaste pubblicazioni e letture poetiche, si esibisce anche come attore e dirige la band Świetliki (Fireflies). Świetlicki ha vinto vari premi e riconoscimenti per la sua poesia, tra cui il Premio Kościelski del 1996.